# Wicd
Wicd — компьютерная программа для управления сетевыми беспроводными соединениями Linux.

## Возможности
- Поддерживаемые сети: Ethernet и Wi-Fi (IEEE 802.11).
- Системы шифрования беспроводных сетей: WEP, WPA, WPA2.
- Создание беспроводных ad-hoc сетей.
- Совместим с wireless-tools[3].
- Полнофункциональный консольный и графический интерфейс пользователя.
- Сохранение различных настроек для какого-либо соединения (профили).